# Саллі Руні
Саллі Руні (англ. Sally Rooney; нар. 20 лютого 1991 року, Каслбар, Ірландія) — ірландська письменниця і сценаристка. Перший роман «Розмови з друзями» був виданий у 2017 році. У 2018 році вийшов роман «Нормальні люди», у вересні 2021 року — «Де ж ти дівся, світе мій прекрасний?». У 2020 році «Нормальні люди» був адаптований у серіал.

## Біографія
Саллі Руні народилась та виросла в маленькому місті Каслбар на заході Ірландії у 1991 році. 
Мама Саллі працювала в артцентрі, тому вони з братом часто відвідували мистецькі виставки і театральні постановки. Батько працював у компанії Telecom Éireann. 
У 15 років Саллі написала свій перший роман. 
Письменниця навчалася у Триніті коледжі в Дубліні (там навчаються і герої її книжок «Розмови з друзями» та «Нормальні люди»). Там вона почала (але не закінчила) ступінь магістра з політики, натомість закінчивши ступінь з американської літератури, і закінчила ступінь магістра в 2013 році. У Триніті коледжі Саллі стала переможницею європейських турнірів із дебатів. Перш ніж стати письменницею, вона працювала в ресторані на адміністративній посаді
Починаючи з 2014 року, весь час писала. Перший успіх прийшов до Саллі, коли її оповідання Mr Salary потрапило в шортліст премії видання Sunday Times.

## Кар‘єра
Рання кар‘єра
Свій перший роман Руні написала коли їй було 15 років і назвала його «абсолютним лайном». Починаючи з 2014 року, вона весь час писала. Перший успіх прийшов до Саллі, коли її оповідання Mr Salary потрапило в шортліст премії видання Sunday Times.  У 2015 році агент Трейсі Бохан з Wylie Agency побачила її есе «Навіть якщо ти мене переможеш» про те, як вона була «найкращою конкурентоспроможною дебатеркою на європейському континенті», і Бохан зв’язалася з Руні. Руні дала Бохану рукопис, і Бохан розповсюдила його видавцям, отримавши сім заявок. Пізніше Саллі підписала контракт на публікацію з Трейсі Бохан.
Розмови з друзями (2017)
Перший роман письменниці. За право його публікації боролися шість видавництв, які зрештою були продані в 12 країнах. 
Після виходу роману редакторка Руні назвала її «Селінджером для покоління Snapchat». ЗМІ називали Саллі Руні «першою великою письменницею-міленіалкою». Саллі написала 100 000 слів «Розмов з друзями» за три місяці, паралельно закінчуючи магістерську роботу з американської літератури.
Роман вийшов у червні 2017 року у видавництві «Фабер і Фабер». Він був номінований на міжнародну премію Ділана Томаса Університету Свонсі 2018 року та премію Folio 2018 року, а також отримав премію 2017 року Sunday Times / Peters Fraser & Dunlop Young Writer of the Year.
У 2021 році Hulu зняв серіал «Бесіди з друзями» за романом Саллі Руні.
Нормальні люди (2018)
Другий роман письменниці у рік свого видання потрапив до довгого списку Букерівської премії та виграв British Book Award.
На сьогодні роман перекладений понад 40 мовами, а кількість проданих примірників книги перевищила мільйон.
У 2020 році з'явився серіал з однойменною назвою, знятий за мотивами роману.
Роман — чесна і відверта історія дорослішання двох молодих людей — Маріанни та Коннелла, їхніх пошуків, втрат, дружби, кохання .
Телеадаптація
«Нормальні люди» був знятий у 12-серійний серіал як спільне виробництво BBC Three та онлайн-платформи Hulu, а зйомки проходили в Дубліні та графстві Слайго. Режисерами серіалу стали Ленні Абрахамсон і Хетті Макдональд. Дейзі Едгар-Джонс і Пол Мескаль зіграли Маріанну і Коннелла відповідно. Серіал мав успіх у критиків і отримав чотири номінації на премію «Primetime Emmy», у тому числі за «Кращого актора в обмеженому серіалі чи фільмі», «Видатну режисуру для обмеженого серіалу» та «Видатний сценарій для обмеженого серіалу».
Де ж ти дівся, світе мій прекрасний? (2021)
У вересні 2021 року вийшов новий роман Руні — «Де ж ти дівся, світе мій прекрасний?».
Восени 2021 року новий роман Саллі Руні був у книжкових топах у Великій Британії та займав першу позицію із продажів серед художніх книг на Amazon. Критики називали цю книжку найкращим романом письменниці.
Інтермеццо (2024)
Було оголошено, що четвертий роман Руні «Інтермеццо» вийде у вересні 2024 року. Роман присвячений складним стосункам між двома братами.

## Видання українською
- Нормальні люди. 2020 р., переклад українською Анастасія Коник, Видавництво Старого Лева [Архівовано 31 січня 2022 у Wayback Machine.], ISBN 978-617-679-896-5
- Розмови з друзями. 2021 р., переклад українською Анастасія Коник, Видавництво Старого Лева [Архівовано 31 січня 2022 у Wayback Machine.], ISBN 978-617-679-896-5
- Де ж ти дівся, світе мій прекрасний? 2022 р., переклад українською Ганна Яновська, Видавництво Старого Лева, 978-966-679-992-3.

## Громадянська позиція
У жовтні 2021 року Саллі Руні відмовила ізральському видавництву Modan у купівлі прав на переклад її останнього роману «Прекрасний світ там, де ти». Таким способом письменниця підтримала культурний бойкот Ізраїлю.
«Права на переклад мого нового роману на іврит досі доступні. І якщо я зможу знайти спосіб продати ці права, який би відповідав принципам бойкоту руху BDS, буду дуже рада й пишатимуся. А тим часом я хотіла би ще раз висловити свою солідарність з палестинським народом у його боротьбі за свободу, справедливість і рівність».

Саллі Руні входить до списку митців, які підписали лист зі звинуваченням Ізраїлю в апартеїді та закликом до міжнародної ізоляції країни.